# Campionato mondiale di hockey su ghiaccio - Prima Divisione 2011
Il Campionato mondiale di hockey su ghiaccio - Prima Divisione 2011 è un torneo di hockey su ghiaccio organizzato dall'International Ice Hockey Federation. Il torneo si è disputato fra il 17 e il 23 aprile 2011. Le dodici squadre partecipanti sono state divise in due gironi da sei ciascuno. Il torneo del Gruppo A si è svolto a Budapest, in Ungheria. In seguito al ritiro del Giappone a causa dello tsunami che ha colpito il paese, il Gruppo A si è ridotto a cinque squadre. Le partite del Gruppo B invece si sono giocate a Kiev, in Ucraina. L'Italia, vincitrice del Gruppo A, e il Kazakistan, primo nel Gruppo B, si sono garantiti la partecipazione al Campionato mondiale di hockey su ghiaccio maschile 2012. La Spagna e l'Estonia, giunte all'ultimo posto dei rispettivi gironi, sono state retrocesse per il 2012 in Seconda Divisione. L'Australia e la Romania, vincitrici dei due gruppi della Seconda Divisione, sostituiranno nel 2012 la Spagna e l'Estonia.

## Partecipanti

### Gruppo A
| Nazionale     | Qualificazione                                                                                           |
| ------------- | --- |
| Italia        | Quindicesima e retrocessa dal Gruppo A del 2010.                                                         |
| Ungheria      | Ospitante, seconda nella Prima Divisione - Gruppo B del 2010.                                            |
| Giappone      | Terzo nella Prima Divisione - Gruppo A del 2010. Ritirato a seguito del Terremoto e maremoto del Tōhoku. |
| Paesi Bassi   | Quarta nella Prima Divisione - Gruppo A del 2010.                                                        |
| Corea del Sud | Quinta nella Prima Divisione - Gruppo B del 2010.                                                        |
| Spagna        | Prima e promossa dalla Seconda Divisione - Gruppo A del 2010.                                            |

### Gruppo B
| Nazionale   | Qualificazione                                                |
| ----------- | ------------------------------------------------------------- |
| Kazakistan  | Sedicesimo e retrocesso dal Gruppo A del 2010.                |
| Ucraina     | Ospitante, seconda nella Prima Divisione - Gruppo A del 2010. |
| Polonia     | Terza nella Prima Divisione - Gruppo B del 2010.              |
| Regno Unito | Quarto nella Prima Divisione - Gruppo B del 2010.             |
| Lituania    | Quinta nella Prima Divisione - Gruppo A del 2010.             |
| Estonia     | Prima e promossa dalla Seconda Divisione - Gruppo B del 2010. |

## Gruppo A

### Incontri
| Budapest 17 aprile 2011, ore 16:00 | Spagna | 0 – 2 (0-0; 0-1; 0-1) referto | Italia | Papp László Sportaréna (2.900 spett.) |

| Budapest 17 aprile 2011, ore 19:30 | Paesi Bassi | 3 – 7 (0-4; 2-1; 1-2) referto | Ungheria | Papp László Sportaréna (7.961 spett.) |

| Budapest 18 aprile 2011, ore 16:00 | Italia | 3 – 2 (2-1; 1-1; 0-0) referto | Paesi Bassi | Papp László Sportaréna (2.820 spett.) |

| Budapest 18 aprile 2011, ore 19:30 | Ungheria | 6 – 3 (3-1; 0-0; 3-2) referto | Corea del Sud | Papp László Sportaréna (7.366 spett.) |

| Budapest 20 aprile 2011, ore 16:00 | Spagna | 2 – 8 (0-4; 0-2; 2-2) referto | Paesi Bassi | Papp László Sportaréna (1.960 spett.) |

| Budapest 20 aprile 2011, ore 19:30 | Italia | 6 – 0 (1-0; 2-0; 3-0) referto | Corea del Sud | Papp László Sportaréna (2.650 spett.) |

| Budapest 22 aprile 2011, ore 16:00 | Paesi Bassi | 3 – 6 (1-1; 2-4; 0-1) referto | Corea del Sud | Papp László Sportaréna (2.822 spett.) |

| Budapest 22 aprile 2011, ore 19:30 | Ungheria | 13 – 1 (5-1; 3-0; 5-0) referto | Spagna | Papp László Sportaréna (8.479 spett.) |

| Budapest 23 aprile 2011, ore 16:00 | Corea del Sud | 2 – 3 (d.t.s.) (0-1; 1-0; 1-1) referto | Spagna | Papp László Sportaréna (2.996 spett.) |

| Budapest 23 aprile 2011, ore 19:30 | Italia | 4 – 3 (d.t.s.) (3-1; 0-1; 0-1) referto | Ungheria | Papp László Sportaréna (8.723 spett.) |

### Classifica
| Pos. |               | PG | V | VOT | POT | P | GF | GS | DR  | Pt |
| 1.   | Italia        | 4  | 3 | 1   | 0   | 0 | 15 | 5  | +10 | 11 |
| 2.   | Ungheria      | 4  | 3 | 0   | 1   | 0 | 29 | 11 | +18 | 10 |
| 3.   | Corea del Sud | 4  | 1 | 0   | 1   | 2 | 11 | 18 | -7  | 4  |
| 4.   | Paesi Bassi   | 4  | 1 | 0   | 0   | 3 | 16 | 18 | -2  | 3  |
| 5.   | Spagna        | 4  | 0 | 1   | 0   | 3 | 6  | 25 | -19 | 2  |

### Riconoscimenti individuali
- Miglior portiere: Hyun Seung Eum -  Corea del Sud
- Miglior difensore: Armin Helfer -  Italia
- Miglior attaccante: Istvan Sofron -  Ungheria

### Classifica marcatori
| Giocatore            | PG | G | A  | Pt | +/- | MP |
| -------------------- | -- | - | -- | -- | --- | -- |
| Balázs Ladányi       | 4  | 2 | 10 | 12 | +7  | 0  |
| István Sofron        | 4  | 6 | 4  | 10 | +6  | 0  |
| András Horváth       | 4  | 3 | 6  | 9  | +6  | 4  |
| Márton Vas           | 4  | 3 | 5  | 8  | +6  | 4  |
| Giulio Scandella     | 4  | 4 | 2  | 6  | +4  | 4  |
| Alexander Egger      | 4  | 1 | 5  | 6  | +5  | 2  |
| Diederick Hagemeijer | 4  | 3 | 2  | 5  | -1  | 6  |
| Csaba Kovács         | 4  | 3 | 2  | 5  | +2  | 2  |
| Armin Helfer         | 4  | 2 | 3  | 5  | +3  | 0  |
| Ladislav Sikorcin    | 4  | 2 | 3  | 5  | +2  | 0  |

Fonte: IIHF.com

### Classifica portieri
| Giocatore         | Min    | TC  | GS | SO | MGS  | Sv%    |
| ----------------- | ------ | --- | -- | -- | ---- | ------ |
| Thomas Tragust    | 120:00 | 37  | 0  | 2  | 0.00 | 100.00 |
| Daniel Bellissimo | 120:56 | 75  | 5  | 0  | 2.48 | 93.33  |
| Levente Szuper    | 110:56 | 70  | 5  | 0  | 2.70 | 92.86  |
| Ander Alcaine     | 204:05 | 203 | 18 | 0  | 5.29 | 91.13  |
| Ian Meierdres     | 118:50 | 84  | 9  | 0  | 4.54 | 89.29  |

Fonte: IIHF.com

### Roster dell'Italia
Allenatore:  Rick Cornacchia.
Lista dei convocati aggiornata al 16 aprile 2011.
| N. | Pos. | Nome                | Anno | Alt. | Peso | Tiro | Squadra          |
| -- | ---- | ------------------- | ---- | ---- | ---- | ---- | ---------------- |
| 1  | P    | Thomas Tragust      | 1986 | 187  | 83   | L    | Vipiteno Broncos |
| 3  | D    | Thomas Larkin       | 1990 | 196  | 100  | L    | Colgate Raiders  |
| 4  | A    | Diego Iori          | 1986 | 174  | 90   | R    | Neumarkt-Egna    |
| 5  | D    | Nicholas Plastino   | 1986 | 180  | 90   | R    | Asiago           |
| 7  | D    | Ingemar Gruber      | 1977 | 176  | 91   | L    | Ritten-Renon     |
| 8  | A    | Patrick Iannone     | 1982 | 181  | 84   | L    | Valpellice       |
| 9  | D    | Armin Hofer         | 1987 | 184  | 88   | L    | Val Pusteria     |
| 10 | A    | Giulio Scandella    | 1983 | 186  | 85   | R    | Bolzano          |
| 13 | A    | Alexander Egger - A | 1979 | 186  | 88   | L    | Bolzano          |
| 15 | A    | Luca Felicetti      | 1981 | 166  | 75   | L    | Pontebba         |
| 16 | D    | Trevor Johnson      | 1982 | 180  | 81   | R    | Valpellice       |
| 17 | A    | Luca Ansoldi - A    | 1982 | 179  | 77   | R    | Ritten-Renon     |
| 18 | A    | Ryan Watson         | 1981 | 190  | 91   | L    | Ritten-Renon     |
| 19 | D    | Matt De Marchi      | 1981 | 190  | 88   | L    | Asiago           |
| 20 | A    | Marco Insam         | 1989 | 187  | 92   | R    | Bolzano          |
| 22 | D    | Andreas Lutz        | 1986 | 181  | 77   | R    | Pontebba         |
| 24 | A    | Nicola Fontanive    | 1985 | 165  | 73   | L    | Frisk Tigers     |
| 25 | A    | Jonathan Pittis     | 1982 | 169  | 70   | L    | Pontebba         |
| 26 | D    | Armin Helfer        | 1980 | 187  | 86   | L    | Val Pusteria     |
| 27 | A    | Michael Souza       | 1978 | 184  | 99   | L    | Bolzano          |
| 28 | A    | Manuel De Toni - C  | 1979 | 181  | 80   | L    | Alleghe          |
| 30 | P    | Daniel Bellissimo   | 1984 | 188  | 81   | L    | Asiago           |

LEGENDA:

P = Portiere, D = Difensore, A = Attaccante, L = sinistra, R = destra

## Gruppo B

### Incontri
| Kiev 17 aprile 2011, ore 13:30 | Estonia | 1 – 5 (0-2; 1-1; 0-2) referto | Kazakistan | Palazzo dello Sport (1.602 spett.) |

| Kiev 17 aprile 2011, ore 17:00 | Lituania | 1 – 5 (1-2; 0-2; 0-1) referto | Polonia | Palazzo dello Sport (2.813 spett.) |

| Kiev 17 aprile 2011, ore 20:30 | Regno Unito | 5 – 3 (0-1; 3-2; 2-0) referto | Ucraina | Palazzo dello Sport (6.213 spett.) |

| Kiev 18 aprile 2011, ore 13:30 | Polonia | 8 – 3 (1-0; 2-1; 5-2) referto | Estonia | Palazzo dello Sport (875 spett.) |

| Kiev 18 aprile 2011, ore 17:00 | Kazakistan | 2 – 1 (0-1; 1-0; 1-0) referto | Regno Unito | Palazzo dello Sport (2.119 spett.) |

| Kiev 18 aprile 2011, ore 20:30 | Ucraina | 5 – 1 (2-0; 1-1; 2-0) referto | Lituania | Palazzo dello Sport (3.675 spett.) |

| Kiev 20 aprile 2011, ore 13:30 | Kazakistan | 7 – 0 (2-0; 3-0; 2-0) referto | Lituania | Palazzo dello Sport (1.002 spett.) |

| Kiev 20 aprile 2011, ore 17:00 | Estonia | 0 – 7 (0-7; 0-0; 0-0) referto | Regno Unito | Palazzo dello Sport (1.248 spett.) |

| Kiev 20 aprile 2011, ore 20:30 | Ucraina | 4 – 1 (1-0; 3-1; 0-0) referto | Polonia | Palazzo dello Sport (6.676 spett.) |

| Kiev 21 aprile 2011, ore 13:30 | Regno Unito | 5 – 2 (4-0; 1-1; 0-1) referto | Lituania | Palazzo dello Sport (714 spett.) |

| Kiev 21 aprile 2011, ore 17:00 | Polonia | 2 – 4 (0-2; 0-1; 2-1) referto | Kazakistan | Palazzo dello Sport (1.538 spett.) |

| Kiev 21 aprile 2011, ore 20:30 | Ucraina | 5 – 2 (1-0; 4-2; 0-0) referto | Estonia | Palazzo dello Sport (5.238 spett.) |

| Kiev 23 aprile 2011, ore 12:30 | Lituania | 5 – 2 (2-1; 1-1; 2-0) referto | Estonia | Palazzo dello Sport (892 spett.) |

| Kiev 23 aprile 2011, ore 16:00 | Polonia | 2 – 3 (1-2; 1-0; 0-1) referto | Regno Unito | Palazzo dello Sport (1.754 spett.) |

| Kiev 23 aprile 2011, ore 19:30 | Kazakistan | 3 – 2 (d.t.s.) (0-0; 1-1; 1-1) referto | Ucraina | Palazzo dello Sport (6.837 spett.) |

### Classifica
| Pos. |             | PG | V | VOT | POT | P | GF | GS | DR  | Pt |
| 1.   | Kazakistan  | 5  | 4 | 1   | 0   | 0 | 21 | 6  | +15 | 14 |
| 2.   | Regno Unito | 5  | 4 | 0   | 0   | 1 | 21 | 9  | +12 | 12 |
| 3.   | Ucraina     | 5  | 3 | 0   | 1   | 1 | 19 | 12 | +7  | 10 |
| 4.   | Polonia     | 5  | 2 | 0   | 0   | 3 | 18 | 15 | +3  | 6  |
| 5.   | Lituania    | 5  | 1 | 0   | 0   | 4 | 9  | 24 | -15 | 3  |
| 6.   | Estonia     | 5  | 0 | 0   | 0   | 5 | 8  | 30 | -22 | 0  |

### Riconoscimenti individuali
- Miglior portiere: Steven Murphy -  Regno Unito
- Miglior difensore: Roman Savčenko -  Kazakistan
- Miglior attaccante: Oleksandr Materuchin -  Ucraina

### Classifica marcatori
| Giocatore               | PG | G | A | Pt | +/- | MP |
| ----------------------- | -- | - | - | -- | --- | -- |
| Oleksandr Materuchin    | 5  | 3 | 6 | 9  | +6  | 12 |
| Oleh Šafarenko          | 5  | 3 | 5 | 8  | +6  | 16 |
| Jonathan Weaver         | 5  | 1 | 7 | 8  | +1  | 0  |
| David Clarke            | 5  | 4 | 3 | 7  | +4  | 4  |
| Oleh Tymčenko           | 5  | 4 | 3 | 7  | +6  | 4  |
| Vitalij Lyutkevyč       | 5  | 0 | 7 | 7  | +7  | 0  |
| David Longstaff         | 5  | 3 | 3 | 6  | +3  | 0  |
| Marcin Kolusz           | 5  | 2 | 4 | 6  | +1  | 4  |
| Andrei Makrov           | 5  | 3 | 2 | 5  | -4  | 4  |
| Oleksandr Pobyedonoscev | 5  | 3 | 2 | 5  | +5  | 2  |

Fonte: IIHF.com

### Classifica portieri
| Giocatore          | Min    | TC  | GS | SO | MGS  | Sv%   |
| ------------------ | ------ | --- | -- | -- | ---- | ----- |
| Steven Murphy      | 285:25 | 138 | 9  | 0  | 1.89 | 93.48 |
| Vitalij Eremeev    | 242:01 | 80  | 6  | 0  | 1.49 | 92.50 |
| Kostjantyn Simčuk  | 180:26 | 77  | 9  | 0  | 2.99 | 88.31 |
| Manstas Armalis    | 200:00 | 104 | 13 | 0  | 3.90 | 87.50 |
| Rafal Radziskewski | 219:19 | 86  | 11 | 0  | 3.01 | 87.21 |

Fonte: IIHF.com